# フェヌグリーク

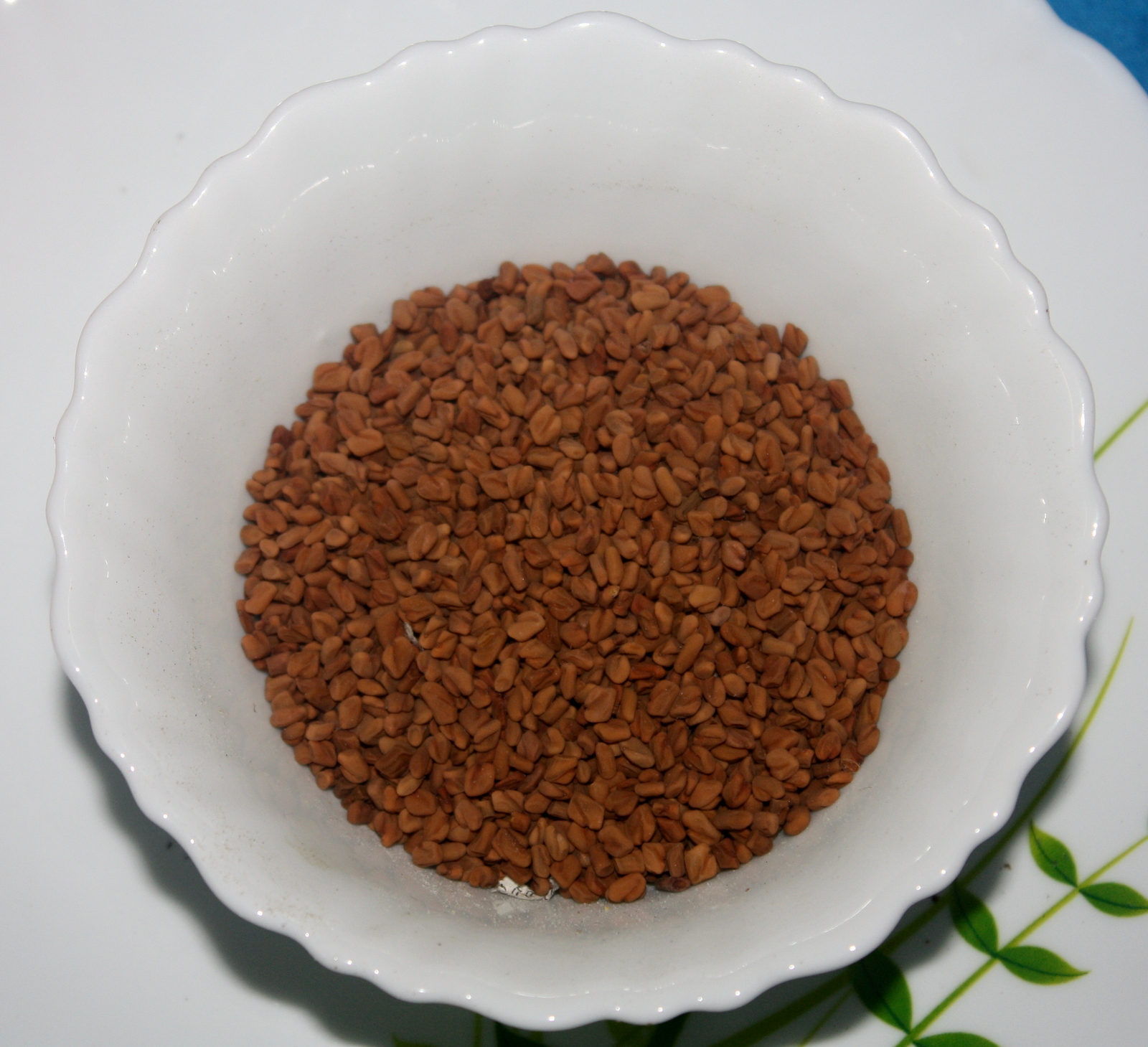
フェヌグリークの種子

フェヌグリーク（学名: Trigonella foenum-graecum、英語名: fenugreek）は、ハーブ・香辛料の一種でもある、マメ亜科の一年草植物で、メティー（methi）としても知られている。フェヌグリーク属中の代表的な1種。地中海地方原産で、古くから中近東、アフリカ、インドで栽培された。日本には享保年間に持ち込まれ、長い間に亘って農作物として栽培されることはなかったが、最近技術者を中心とした在外インド人人口が多い東京都江戸川区で栽培・販売されている。

## 呼称
英名 fenugreek は大雑把に言って古いラテン語: faenum graecum 「ギリシアの馬草（まぐさ）」に由来。この古語がやや変化して現在の種小名ともなっている。
日本語では「フェネグリーク」の名もよく見かける。またスパイス名としては「メッチ（シード）」「メティー（シード）」などとも呼ばれ、これはヒンディー語 methi / मेथी メーティー に由来するとされる。中国名は「胡廬巴」（húlúbā; フールーパー）。 こちらは生薬名として日本にも入り、使われた。日本語で「胡廬巴」を「ころは」と読む。

## 特徴
枝分かれしながら60cmほどにまで成長し、黄色か白い花を咲かせた後に細長い豆果を付ける。種子は、メープルシロップ様の香りと若干の苦味をもつ。挽いて炒めるとカラメル様の香りが出る。クマリン由来の癖のある香りがする事もある。

## 利用
全草を牧草とするほか、種子をスパイスとしてカレー粉などに用いたり、また、もやし（スプラウト）としても利用されている。アフガニスタンでは種子を入れたショラエ・ホルバ（ شله‌ حلبه‌）という甘い粥を作り、イエメンとイスラエルでは、種子を水に浸してスフーグという調味料を作る。種子を水に浸してから挽いたものを南インドの軽食ドーサの生地に入れることもある。
インドとイランでは、苦味のある葉を葉菜として利用する。葉はインドではカスーリー・メーティー（क़सूरी मेथी）、イランではシャンバリーレ（شنبلیله）と呼び、イラン料理のクークーイェ・サブジーやゴルメ・サブジーに用いる。インド料理では、乾燥させた葉を、風味を高めるために料理の最後に振りかけたり、種を粒状もしくは粉末にして、カレーや煎じ薬に使用する。
種子から抽出したエキスはタバコのフレーバーや、模造メープルシロップの添加香料などに使われている。

### 薬用
ヨーロッパでは古くから口腔病、胃腸障害の薬草として広く利用されていた。漢方では補腎や、強壮、健胃に良いとされている。2011年、動物実験によってフェヌグリークが脂肪蓄積抑制や血中コレステロール低下に関与することが報告されている。